# Canal+ Live
 (juillet 2025).
Si vous disposez d'ouvrages ou d'articles de référence ou si vous connaissez des sites web de qualité traitant du thème abordé ici, merci de compléter l'article en donnant les références utiles à sa vérifiabilité et en les liant à la section « Notes et références ».
Canal+ Live est un bouquet de chaînes sportives privées et payantes appartenant au Groupe Canal+, du groupe Vivendi, lui-même contrôlé par le groupe Bolloré. Canal+ Live exploite jusqu'à 19 canaux événementiels, diffusant des rencontres sportives en direct, accessible aux abonnés des bouquets Canal+ Sport, Canal+ Friends & Family et Intégrale. Initialement, Canal+ Live a commercialisé un bouquet cinéma interactif diffusant des films de cinéma, des spectacles, du sport, des films érotiques et pornographiques en paiement à la séance, sous les dénominations successives de Kiosque, Ciné+, À La Carte, Canalplay puis Multisports.

## Histoire

### Kiosque (1996-2007)
Le 27 avril 1996, Canal+ lance Canalsatellite Numérique, un bouquet numérique commercialisant davantage de chaînes. Au même moment le service payant Kiosque est lancé, offre cinéma composée initialement de 3 chaînes, de 6 chaînes en mai 1996 puis de 9 chaînes en juin 1996.
Dès son lancement, Kiosque diffuse des films récents, des spectacles, des matchs de football et des Grand Prix de Formule 1 en paiement à la séance.
En 1997, l'offre Kiosque compte 10 canaux et à cette occasion, un nouvel habillage est adopté.
Le 16 janvier 1999 est lancée OM TV de 17 h à 20 h sur Kiosque 9. La même année est lancée la marque Foot+ pour les matchs de football.
Le 3 novembre 2000, Kiosque 10 diffuse Playboy TV de 20 h 30 à minuit, avant que le programme n'ait droit à son propre canal sur Canalsat à partir du 20 octobre 2007.
En 2003, Kiosque arrête de diffuser la Formule 1, et la même année, le bouquet Kiosque passe à 12 chaînes.
En 2004, Kiosque 9 ne diffuse plus OM TV, suivi de Playboy TV en 2005, les chaînes ayant leur propre canal sur Canalsat.

### Ciné+/À La Carte (2007-2014)
En octobre 2007, l'offre sport s'enrichit avec Rugby+, qui diffuse les matchs du Top 14 qui ne sont pas diffusés sur les chaînes Canal+.
En janvier 2009, les deux premières chaînes du bouquet À La Carte diffusent des matchs de Ligue 2.
Le 17 mai 2011, Ciné+ devient Canalplay pour éviter tout confusion avec les chaînes CinéCinéma, renommées en Ciné+.
En novembre 2013, l'offre des chaînes du bouquet À La Carte est passée de 9 à 7 chaînes.
En septembre 2014, Canalplay cesse sa diffusion. À la place, un écran incite les abonnés à retrouver les films récents sur Canalplay VOD.

### Multisports (2014-2024)
En septembre 2014, à la suite de l'arrêt des programmes en paiement à la séance au profit de la VOD, les chaînes À La Carte sont reconverties en un bouquet Multisports : 
- la chaine Golf+ (canal 252) diffusée 24h/24.
- les 7 autres chaînes (canal 253 à 259) diffusent les matchs de football et de rugby en direct. Ces chaines événementielles multisports prennent le nom de Foot+ ou Rugby+.

Le 17 avril 2023, Canal+ annonce la création d'un 7e canal Multisports, prenant le nom de Multisports 7, sur le canal 259.
Depuis décembre 2023, les chaines Multisports peuvent diffuser des rencontres de padel. Les chaines prennent alors le nom de Padel+.
Le 10 septembre 2024, les chaînes Multisports sont arrêtées, ainsi que les marques Foot+, Rugby+, Padel+, Canal+ Formule 1, Canal+ Moto GP et Canal+ Top 14.

### Canal+ Live (depuis 2024)
Le 10 septembre 2024, les chaines Multisports sont remplacées par un nouveau bouquet nommé Canal+ Live qui comporte 19 canaux (canaux 231 à 249). Seul persiste Golf+ sur un canal dédié 24h/24, ainsi que Canal+ Premier League.
Les chaines Canal+ Live retransmettent essentiellement :  
- Football :
- Ligue des champions de l'UEFA : tous les matchs du multiplex en intégralité (2024-2027), les mardis et mercredis à 18h45 et 21h.
- Ligue Europa : tous les matchs du multiplex en intégralité (2024-2027), les jeudis à 18h45 et 21h.
- Ligue Conférence : tous les matchs du multiplex en intégralité (2024-2027), les jeudis à 18h45 et 21h.
- Premier League : tous les matchs du multiplex en intégralité le samedi à 16 h.
- Saudi Pro League : plusieurs matchs par journée.
- Arkema Première Ligue

- Rugby à XV : 
- Top 14 : tous les matchs du multiplex en intégralité (2007-2032), les samedis à 16h30.
- Pro D2 : tous les matchs du multiplex en intégralité (2020-2032), les vendredis à 19h30

- Autres :
- IndyCar
- Moto GP
- Formule 1
- Premier Padel[6]
- Sail GP

### Identité visuelle

Logo de Canalplay du 17 mai 2011 à septembre 2014
Logo de Canal+ Live depuis le 10 septembre 2024.